# A bűnös mindig fél
A bűnös mindig fél (eredeti címén: The Guilty Are Afraid) egy 1957-ben kiadott bűnügyi, egyes besorolások szerint már a thriller műfajába tartozó regény, melynek szerzője James Hadley Chase brit krimiíró volt. Színhelyéül egy, az Amerikai Egyesült Államok nyugati partvidékén fekvő, többé-kevésbé valószínűleg kitalált város, St. Raphael City szolgál, amelyet néhány, rendkívül gazdag és jobbára ugyanilyen gátlástalan gengszter irányít. Ide érkezik a történet elbeszélője, Lew Brandon, egy kis San Franciscói magánnyomozó iroda egyik vezetője – eredetileg csak azért, hogy eleget tegyen üzlettársa, Jack Sheppey meghívásának, majd – miután megtudja, hogy a férfit megölték – immár azzal a céllal marad a városban, hogy a bűntényt felderítse.
A regény 1957-ben Hervey Raymond kiadásában jelent meg. Magyar nyelven az Albatrosz Könyvek sorozatának egyik darabjaként jelent meg 1989-ben, Ladányi Katalin fordításában.